# Kia EV6
La Kia EV6 è un'autovettura elettrica prodotta dalla casa automobilistica sudcoreana Kia Motors a partire dal 2021.

## Descrizione

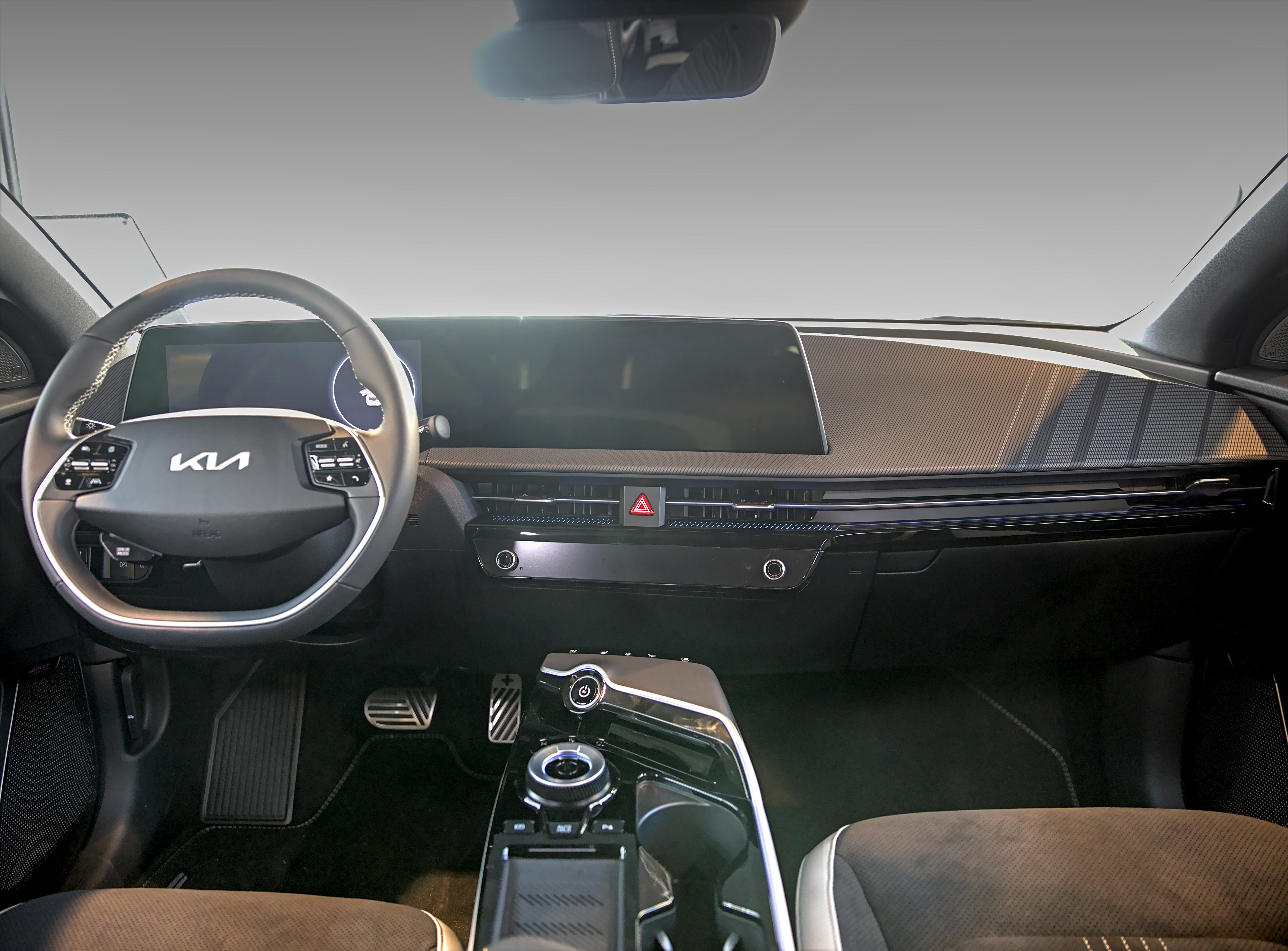
Interni

Costruito sulla piattaforma E-GMP, la stessa della Ioniq 5, la EV6 è la prima vettura nata completamente elettrica del costruttore sudcoreano.

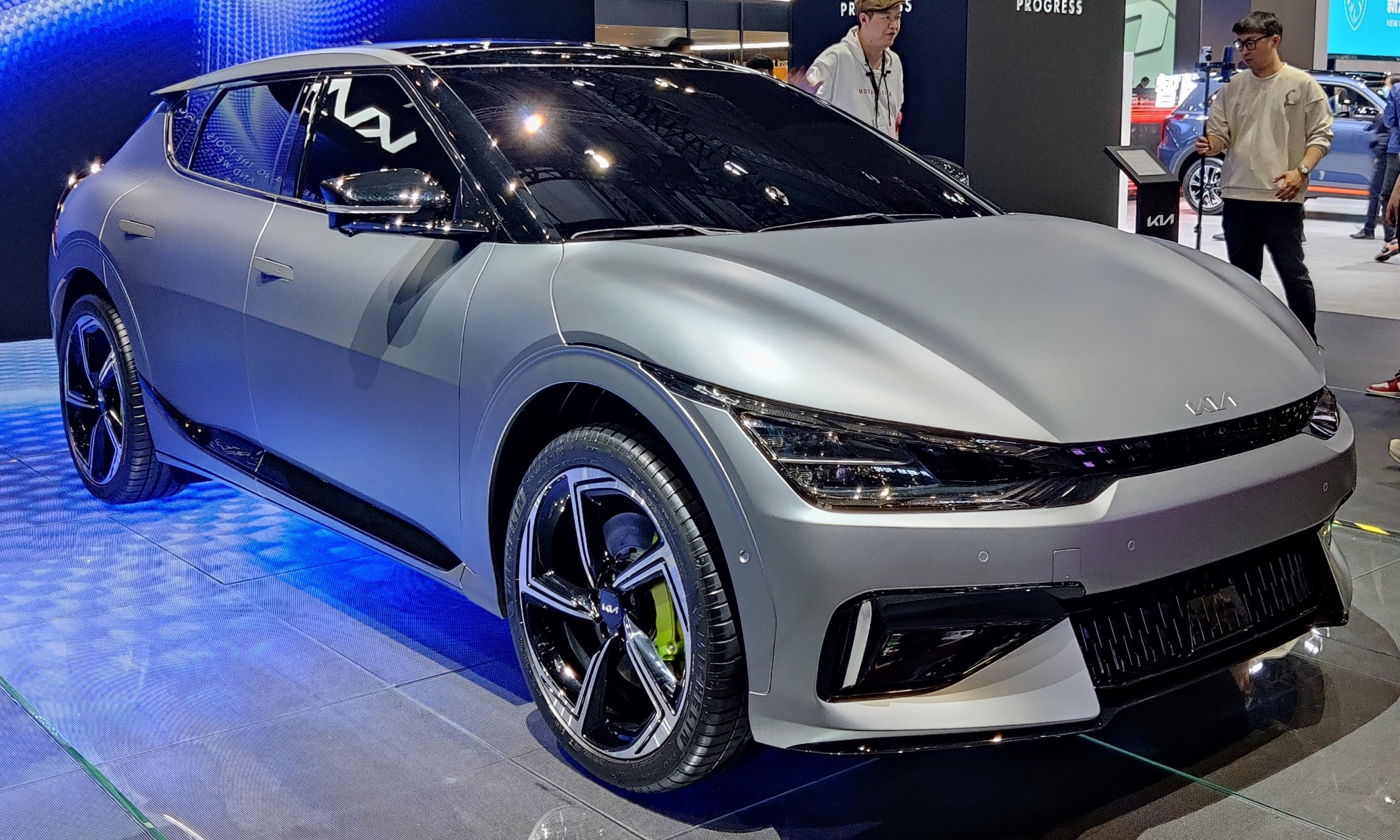
EV6 GT

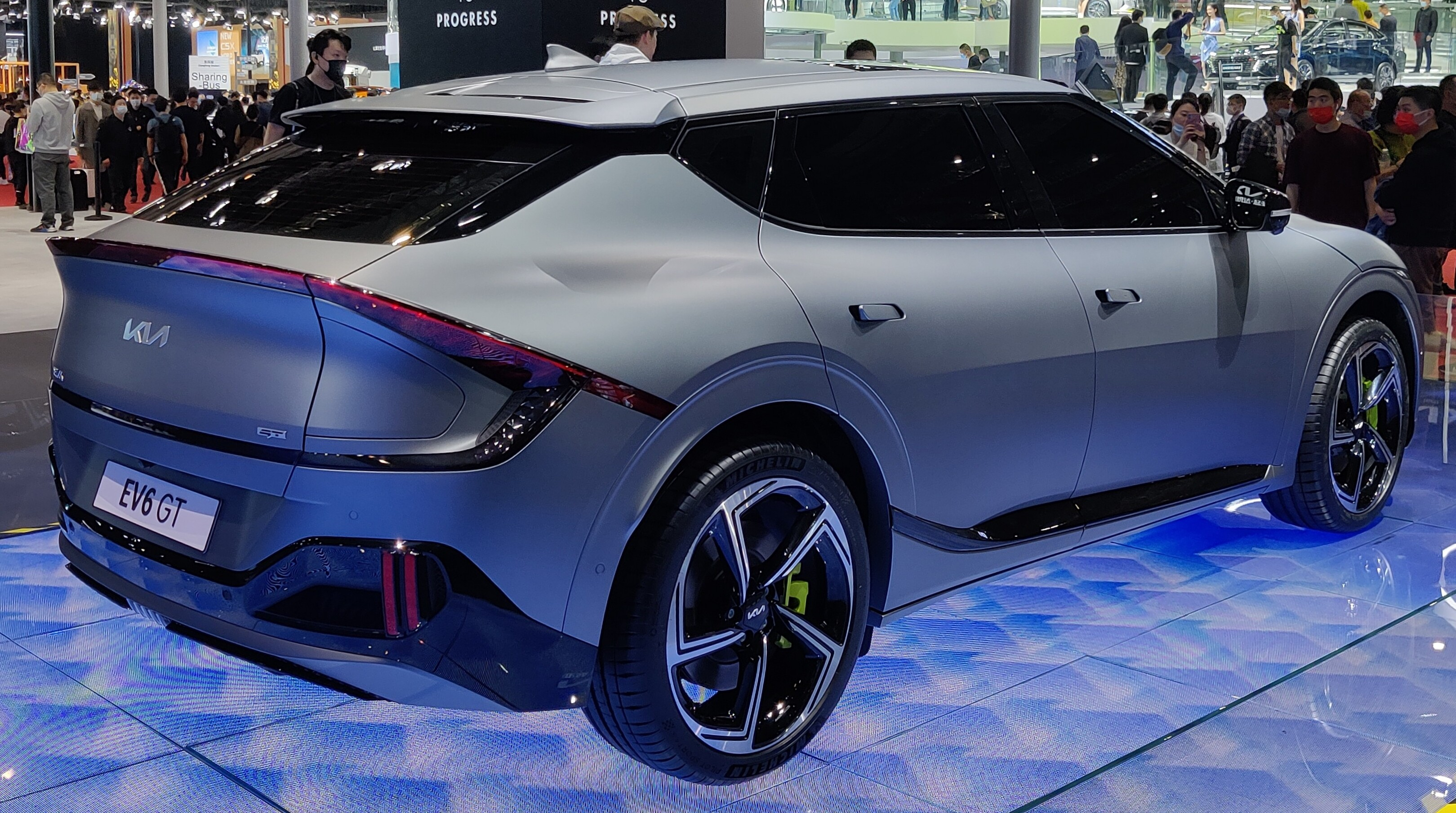
EV6 GT

Dopo la diffusione avvenuta il 15 marzo 2021 di alcune immagini in anteprima che ritraevano l'interno e l'esterno, l'EV6 è stata presentata ufficialmente il 30 marzo dello stesso anno.
All'interno lo spazio del bagagliaio è di 520 litri e può essere ulteriormente aumentato fino a 1300 litri abbattendo i sedili posteriori.
Come per la Ioniq 5, anche l'EV6 è dotata di un impianto elettrico da 800 V ed è disponibile con due tagli di batterie da 58 o 77,4 kWh. La variante più sportiva denominata GT è dotata di un doppio motore, uno per ogni asse, con una potenza totale di 430 kW (585 CV), che le fa toccare una velocità massima di 260 km/h accelerando nello 0 a 100 km/h in 3,5 secondi. Le altre varianti disponibili in gamma sono dotate di motorizzazioni con potenze comprese tra 125 e 239 kW. Inoltre è disponibile la ricarica bidirezionale, cioè il veicolo oltre che ricaricarsi può ricaricare o far funzionare altri oggetti elettrici oppure può restituire parte dell'energia accumulata nelle batterie alla rete elettrica. L'autonomia massima dichiarata per la versione con la batteria più grande e a motore singolo posteriore, secondo il ciclo di omologazione WLTP, è di circa 510 km.
Sulla EV6 è presente un sistema di ricarica da 800V o 400 V, che senza la necessità di adattatori aggiuntivi, può sfruttare la ricarica rapida e passare dal 10 all’80% in 18 minuti, recuperando 100 km di autonomia in circa quattro minuti e mezzo. L’unità di controllo della ricarica integrata (ICCU) abilita inoltre la funzione Vehicle-to-Load (V2L) per trasferire l’energia dalla EV6 a un altro veicolo elettrico.

## Riconoscimenti
- Auto dell'anno 2022[6]